# Justitierådman
Justitierådman var tidigare i Sverige och Finland en ordinarie domare som tjänstgjorde i rådstuvurätt (rådstugurätt), sedermera rådhusrätt. Justitierådmännen hade liksom politirådmännen ingen juridisk utbildning.
I Sverige har dessa även kallats illiterata rådmän.
Titeln och tjänsten finns kvar i Finland men upphörde i Sverige i början av 1900-talet.
Den siste justitierådmannen i Sverige avgick 1917.

## Tidigare justitierådmän i Sverige
- Otto Fredik Ekerman, utsedd 1862 i Norrköping
- Theodor Zetterstrand, utsedd 1888 i Norrköping[3]
- Sigfrid Wieselgren, utsedd 1844 i Göteborg

## Tidigare justitierådmän i Finland
- Carl Otto Forsell, f Elimä, utsedd 1853 i Lovisa[4]
- Helge Johannes Slotte, utsedd 1933 i Gamlakarleby. Slotte hade tagit högre rättsexamen vid Helsingfors universitet 1928.[1]
- Edvard Bergh, utsedd 1864 i Helsingfors.